# Hagelstein (Weiler-Simmerberg)
Hagelstein (westallgäuerisch: Hagəlschdoə oder Hagəlschdui) ist ein Gemeindeteil des Markts Weiler-Simmerberg im  bayerisch-schwäbischen Landkreis Lindau (Bodensee).

## Geografie
Das Dorf liegt circa einen Kilometer südlich des Hauptorts Weiler im Allgäu. Im Rothachtal gelegen gehört der Ort der Region Westallgäu an.

## Ortsname
Der Ortsname leitet sich von einem Flurnamen oder dem mittelhochdeutschen Wort hagelstein für Hagelschloße oder Teufel ab.

## Geschichte
Hagelstein wurde erstmals im Jahr 1351 mit Hans Hagelstein urkundlich erwähnt. 1475 kam Hagelstein von Weiler an Ellhofen. Später kam der Ort an den Deutschen Orden und gehörte der Herrschaft Altenburg an. 1972 wurde Hagelstein als Teil der Gemeinde Simmerberg in den heutigen Markt eingemeindet.

## Baudenkmäler
Siehe: Liste der Baudenkmäler in Hagelstein

## Persönlichkeiten
- Jacob Ernst Thomann von Hagelstein (1588–1653), Maler, vermutlich in Hagelstein geboren